# Diospyros lateralis
Diospyros lateralis är en tvåhjärtbladig växtart som beskrevs av William Philip Hiern. Diospyros lateralis ingår i släktet Diospyros och familjen Ebenaceae. Inga underarter finns listade i Catalogue of Life.